# Venturosa
Venturosa är en kommun i Brasilien.   Den ligger i delstaten Pernambuco, i den östra delen av landet, 1 400 km nordost om huvudstaden Brasília. Antalet invånare är 16 064.
Omgivningarna runt Venturosa är huvudsakligen savann. Runt Venturosa är det glesbefolkat, med 19 invånare per kvadratkilometer.